# Yelena Burujina
Yelena Nikoláyevna Burujina –en ruso, Елена Николаевна Бурухина– (Dolgoprudny, URSS, 9 de marzo de 1977) es una deportista rusa que compitió en esquí de fondo. Ganó dos medallas en el Campeonato Mundial de Esquí Nórdico de 2003, plata en los 30 km y bronce en el relevo.

## Palmarés internacional
| Campeonato Mundial | Campeonato Mundial     | Campeonato Mundial | Campeonato Mundial |
| Año                | Lugar                  | Medalla            | Prueba             |
| ------------------ | ---------------------- | ------------------ | ------------------ |
| 2003               | Val di Fiemme (Italia) | Medalla de plata   | 30 km              |
| 2003               | Val di Fiemme (Italia) | Medalla de bronce  | Relevo 4 × 5 km    |